# 아주라 스카이
어주라 스카이(Azura Skye, 영어 발음: /əˈzʊərə/, 1981년 11월 8일 ~ )는 미국의 배우이다.

## 출연 작품

### 영화
- 28일 동안 (2000)